# Viscondado de Castelbo
O Viscondado de Castelbo foi uma jurisdição feudal da alta idade média, que comprendia o Valle de Castell Lleó (desde o século XI Castelbo), Vale de Aguilar e Vale Pallerols.

## História
Antes de 1094 o viscondado tomou o nome de Alto Urgel. Seu bisneto Pedro I, como o novo visconde do Baixo Urgel, no Sul do condado, tomou o nome de Visconde de Ager, e adotou para seu viscondado o nome de Viscondado de Castelbo ou melhor de Castelbo e Cerdanha, ao uni-lo com as terras de sua esposa Sibila, viscondessa de Cerdanha.
Em 1135 uma sentença arbitral de Armengol VI de Urgel concedeu-lhe a posse de Castellciutat. Pelo casamento com a família Caboet incorporou-se ao patrimônio o Valle de Cabó e o Vale de São João e os direitos feudais sobre Andorra como feudo do Bispado de Urgel. Pelo casamento de Ermesenda de Castelbo com o conde Roger Bernardo II de Foix, em 1208, este passou a ser visconde de Castelbo com o nome de Roger Bernardo I.
Seguiram os condes de Foix governando o viscondado, estendendo suas posses até Oliana e Coll de Nargó em meados do século XIII, e adquirindo mais tarde a Vall Ferrera, a Coma del Burg e Tírvia ao condado de Pallars (1272). Em 1315 foi separado do patrimônio principal dos Foix (agora os proprietários do Béarn e outros territórios na Gasconha) passando a uma ramificação secundária, salvo Donasà (Donauzan) e Andorra que permaneceram em poder da ramificação principal.
Na segunda metade do século XIV o viscondado adquiriu Bar na Sardenha e Aramunt em Pallars-Jussà. Em 1391 o visconde Mateus I reuniu de novo todos os territórios dos Foix. Em 1396, após fracassar em um ataque ao conde de Barcelona, Bar e Aramunt foram recuperados pela coroa catalã, assim como outros territórios do viscondado. Em 1426 adquiriu Gerri, em 1430 Bellestar, e em 1435 Rialb e o Valle de Assua (estes dois últimos não foram entregues pela coroa até 1460).
Em 1462 a Generalitat cedeu o viscondado a Hugo Roberto III de Pallars, pois o visconde era partidário de João II, mas a medida não foi efetiva e os Foix continuaram governando, resultando em reis de Navarra.
Em 1512 Fernando o Católico ocupou Navarra e confiscou os territórios do Viscondado incorporando-os à coroa, mas em 1513 cedeu-o a sua esposa Germana de Foix vitaliciamente, passando logo a ser perpétuo por decisão de Carlos I da Espanha. Germana pignoró o usufruto em 1528, mas em 1547 a coroa recuperou o pleno domínio (Germana havia morrido em 1537).

## Viscondes

### Condes nomeados peloImpério Carolíngio(r.798–870)
- Borel I (antes de 820)[1]
- Asnar I Galindes e Galindo I (r. 820–834)[1]
- Sunifredo I (r. 834–848)[2]
- Salomão (r. 848–870)[2]

### Casa de Barcelona(r.870–1231)
- Vifredo I (r. 870–897)[1]
- Sunifredo II (r. 897–948)[1]
- Borel I (r. 948–992)[1]
- Armengol I (r. 992–1018)[1]
- Armengol II (r. 1018–1038)[1]
- Armengol III (r. 1038–1065)[1]
- Armengol IV (r. 1065–1092)[1]
- Armengol V (r. 1092–1102)[1]
- Armengol VI (r. 1102–1154)[1]
- Armengol VII (r. 1154–1184)[1]
- Armengol VIII (r. 1184–1209)[1]
- Aurembiaix (r. 1209–1231) (com Pedro I)[1]

### Viscondes de Castelbo e Sardenha
- Pedro I de Castelbo 1126-1150 (antes Pedro I de Alto Urgel)
- Ramón II de Castelbo 1150-1186
- Arnaldo I de Castelbo 1186-1226
- Ermesenda de Castelbo 1226-1230

### Viscondes de Castelbo, condes de Foix
- Rogério Bernardo I 1222-1241 (Roger Bernardo II o Grande de Foix)
- Rogério I, 1241-1265 (Roger IV de Foix)
- Roger Bernardo II, 1265-1302 (Roger Bernardo III de Foix)
- Gastão I, 1302-1315
- Gastão II o Paladino, 1315-1343
- Gastão III Febus, 1343-1391

### Viscondes de Castelbo
- Mateus I de Castelbo, 1391-1398
- Isabel de Castelbo, 1398-1426
- Arquibaldo I de Grailly (consorte), 1398-1413

### Viscondes de Castelbo, condes de Foix, viscondes de Béarn (logo reis de Navarra)
- João I, 1426-1436
- Gastão IV, 1436-1472
- Francisco I Febus, 1472-1483 (rei de Navarra)
- Catarina I, 1483-1512 (rainha de Navarra)
- Fernando I de Aragão 1512-1513
- Germana de Foix 1513-1537
- Luís Oliver de Boteller, castelhano de Penhiscola 1528-1548 (usufrutuário)